# Melophorus scipio
Melophorus scipio är en myrart som beskrevs av Auguste-Henri Forel 1915. Melophorus scipio ingår i släktet Melophorus och familjen myror. Inga underarter finns listade i Catalogue of Life.